# USS Pipefish (SS-388)
Za druga plovila z istim imenom glejte USS Pipefish.
USS Pipefish (SS-388) je bila jurišna podmornica razreda balao v sestavi Vojne mornarice Združenih držav Amerike.
Med drugo svetovno vojno je podmornica opravila 6 bojnih patrulj.